# V-7 (航空機)
V-7
- 用途：実験機
- 分類：ヘリコプター
- 製造者：M・L・ミーリ記念モスクワ・ヘリコプター工場
- 初飛行：1959年
- 生産数：1機
- 運用状況：試作のみ

ミル V-7（Mil V-7）は、ソビエト連邦で開発された実験ヘリコプターである。
2枚の主ブレード先端にAI-7 ラムジェットエンジンを装着した4座機であり、卵型の胴体にスキッド式降着装置と短い鋼管製テールブームに2枚ブレードのテールローターを持っていた。1950年代遅くに試作機1機のみが製作された。

## 要目
- 乗員：4名
- 主ローター直径：11.6 m
- 空虚重量：730 kg
- 全備重量：835 kg
- エンジン：AI-7 ラムジェットエンジン ×2